# 威廉·默多克
威廉·麥克馬斯特·默多克（英語：William McMaster Murdoch，1873年2月28日—1912年4月15日），是蘇格蘭海員，也是英國皇家郵輪鐵達尼號一副和皇家海軍後備隊上尉。威廉·默多克出生於一個海員世家，他於1900年起受僱於白星航運，並迅速晉升為船副。1903年，當他成功避免與阿拉伯人號發生碰撞時，他的領導才得到認可。1912年4月，默多克擔任鐵達尼號的一副。當鐵達尼號撞上冰山時，他正好是艦橋的值班指揮官；他也是在鐵達尼號沉沒事故中喪生的1,514人之一。
默多克死後成為蘇格蘭的標誌性英雄，他的家鄉達爾比蒂為此建立了紀念碑，反映了這一地位。然而，在針對鐵達尼號事故的辯論中，始終圍繞著默多克為避免撞上冰山而給出的指示是否正確。在鐵達尼號沉沒之後，一些目擊者的證詞表示，在最後一艘救生艇下水期間有一位海官開槍自殺。雖然這些證詞未經證實，但默多克有可能是那名海官。默多克不但成為一個英雄人物，他的死亡情況和他在撞上冰山時的指揮都充滿了神秘色彩。

## 早年生活

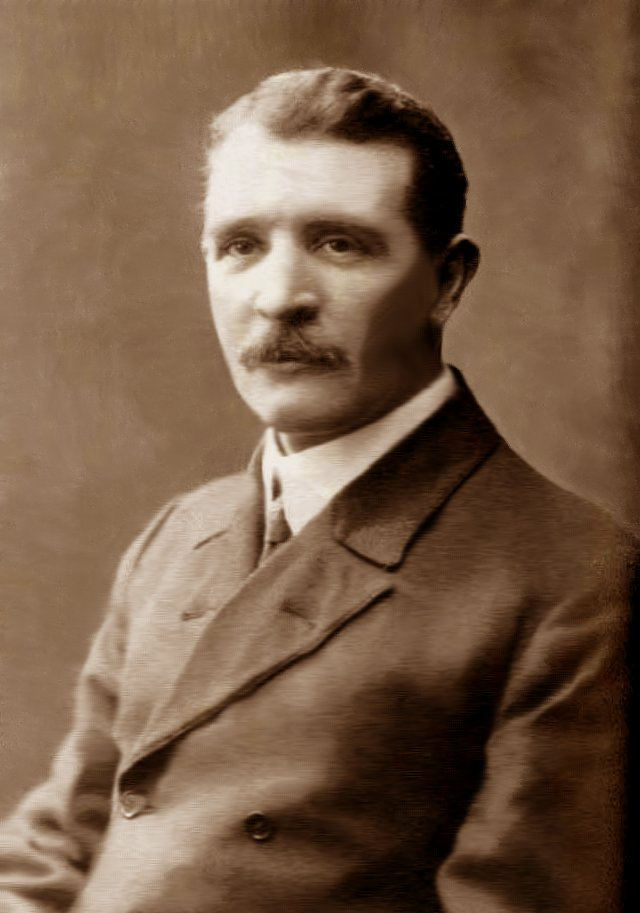
30歲左右的威廉·默多克。

默多克出生於蘇格蘭達爾比蒂，他是船長山繆·默多克（Samuel Murdoch）和珍·穆爾黑德（Jane Muirhead）的第四個兒子。早在19世紀，默多克家族中就有許多人是蘇格蘭航海界的著名人物，他們航行於全世界，默多克的父親和祖父都是船長。1888年，15歲的默多克從達爾比蒂高中畢業後，他遵循家族的航海傳統，並在William Joyce & Coy公司擔任了五年學徒。經過四年後，他因為稱職表現而獲得了二副證書。之後加入了利物浦的Charles Cosworth公司，他上船航行的第一個目的地是舊金山，之後在南美洲西海岸航行。從1895年5月起，他通過考試，成為聖卡斯伯特號（St. Cuthbert）的一副。1896年，23歲的默多克在利物浦獲得航海長證書，成為一位通過所有英國貿易委員會考試的優秀海員。從1897年到1899年，他都在J. Joyce & Co.公司旗下擔任一副，在紐約到上海之間航行。

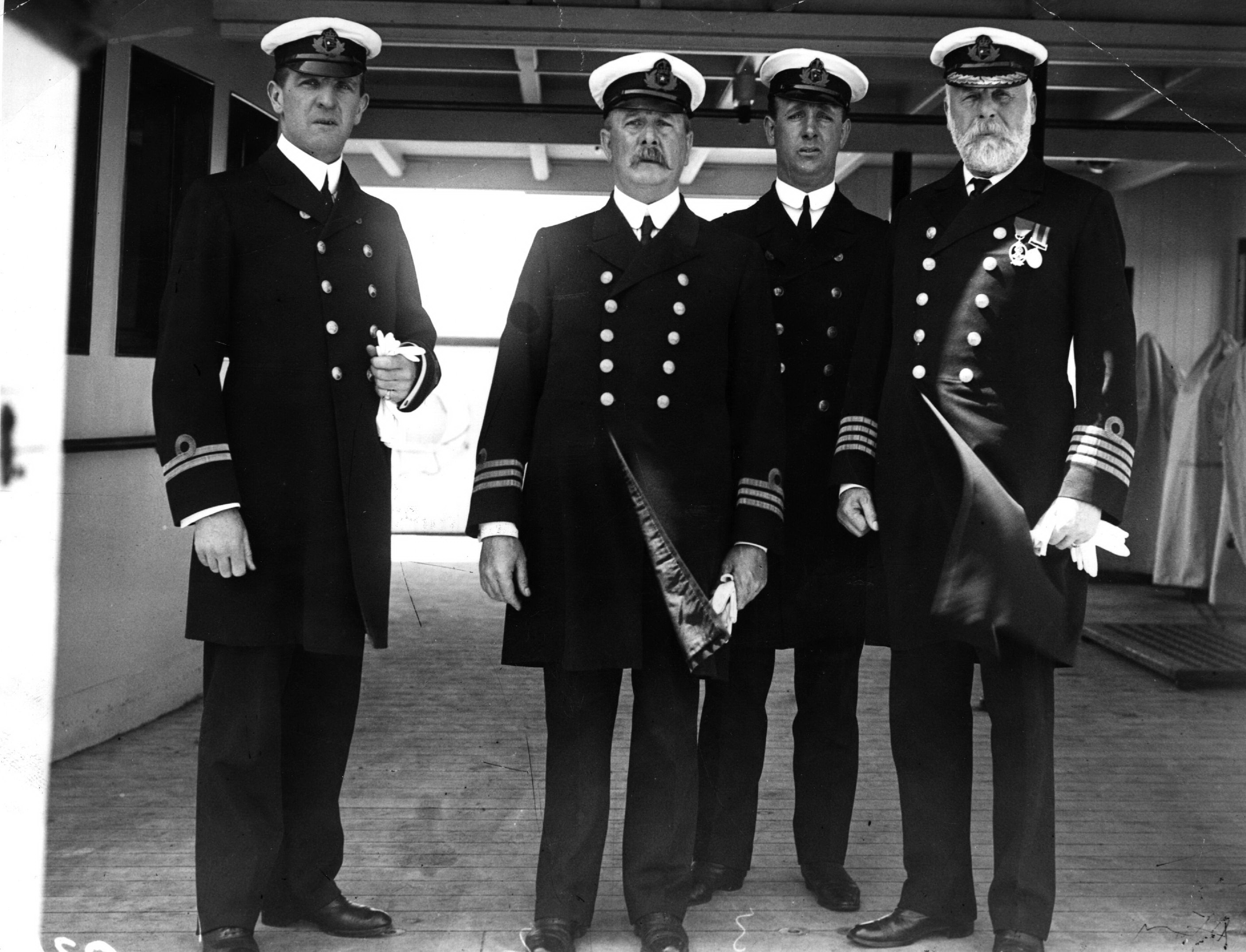
奧林匹克號海官合影。最左是默多克，最右是愛德華·約翰·史密斯。

1899年底，默多克加入白星航運，在該公司旗下的多艘船隻擔任一副，包括美迪克號（1899–1900年）、盧恩號（1901–1903年）、阿拉伯人號（1903年）、凱爾特號（1904年）、日耳曼號（1904年）、海洋號（1905年）、統帥號（1906年）、亞得里亞號（1907–1911年）和奧林匹克號（1911–1912年）。1903年初，默多克遇到了一位29歲的紐西蘭學校老師，名叫艾達·佛羅倫薩（Ada Florence）。他們開始交往，並於1907年9月2日在南安普敦的聖丹尼教堂結婚。
1901年，默多克在白星航運任職的第二艘船中擔任三副，他與同一艘船的四副查爾斯·萊托勒很快就成了朋友，這兩人的友情後來非常緊密，直到默多克逝世為止。1903年6月，默多克擔任北大西洋航線的阿拉伯人號二副。當船員在黑暗中發現一艘船掠過時，他冷靜、敏捷的思維和專業判斷避免災難發生。他不理會一副下達的「左滿舵」命令，推開舵手自己掌舵駕駛。因為他的果決判斷，這兩艘船停下時僅相距幾寸，任何不同的操作都會導致碰撞。1904年1月起，威廉在凱爾特號擔任二副，後來晉升為一副，這艘船在首航時曾是世界上最大的船，也是白星航運四巨頭的第一艘，顯見當時的默多克已經進入公司的最佳航海團隊。1905年，默多克轉移到旗艦船海洋號任職，再次與他的好友兼同事萊托勒一起共事。1907年5月，默多克成為全新的亞得里亞號一副，當時是白星航運最大的船舶和旗艦船，這次首航路線與後來的鐵達尼號一樣，是他第二次擔任首航時的高級海官。默多克職業生涯的最後階段始於1911年5月，當時他在打破世界紀錄的45,000噸級奧林匹克號上擔任船副。白星航運希望以豪華內部和船體大小的新船來超越對手冠達航運，因此公司需要最有經驗的船員負責指揮新船。船長愛德華·約翰·史密斯組建了一個海官團隊，最後底定的名單中包括大副亨利·魏爾德、一副默多克。1911年6月14日，奧林匹克號首航前往美國紐約，於6月21日抵達。這是默多克參加的第四次新船首航。
9月20日，奧林匹克號正要展開第五次航行，隨即在港口與英國皇家海軍防護巡洋艦霍克號發生碰撞並損壞了船尾。由於默多克在這次碰撞中位於船尾——他在後來的事故調查中成為證人。這一事件變成了白星航運的資金災難，因為奧林匹克號暫時無法航行，只能帶到貝爾法斯特進行耗時六週的維修，這起事故也連帶影響到鐵達尼號的完工日期。因此，默多克直到1911年12月11日才重新加入了這艘船。在他擔任一副期間（直到1912年3月），還有兩次較小的事故發生，該船撞到沉船殘骸，不得不更換螺旋槳，並在離開貝爾法斯特時幾乎擱淺。在抵達南安普敦後，默多克接獲新的人事任命——擔任奧林匹克號姊妹艦鐵達尼號的大副，這是全世界最大、最豪華的船隻。他的朋友萊托勒和大衛·布萊爾同樣也獲得鐵達尼號一副和二副的職位，查爾斯·萊托勒後來回憶說：三個非常滿足的人高興的前往貝爾法斯特報到。等待他們的是亞得里亞號老手——四副約瑟·博士爾，以及其他熟悉的同事，包括擔任船長並即將退休的史密斯。1912年4月2日，這批白星航運的資深海官負責進行鐵達尼號的試航。

## 擔任鐵達尼號副官

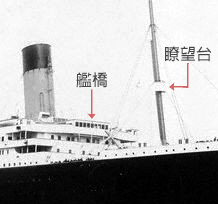
撞上冰山時，默多克正在艦橋裡值班指揮。

默多克憑著多張正式資格證書和「精明可靠之人」的美譽，已經成為白星航運最重要的高級海官之一，他獲選為鐵達尼號大副時，擁有16年的海事經驗。然而在正式首航之前，當鐵達尼號的船長史密斯帶來奧林匹克號大副魏爾德後，默多克的職位只能降為一副，而萊特勒降為二副。最初任命的二副布萊爾完全排除在航程之外，船上其餘人員的職位則保持不變。多年後，萊特勒在自傳《鐵達尼號和其他的船》（Titanic and Other Ships）中表示：「不幸的是，在南安普敦，我們在高級海官人事中重新洗牌。由於奧林匹克號（螺旋槳故障）被擱置，白星航運高層認為，鐵達尼號首航可以派出奧林匹克號的大副，這項經歷對姊妹艦的第一次航行有幫助。然而，令人疑惑的政策讓默多克和我手忙腳亂；而且除了不得不把我們的職位降級之外，還引起了一些混亂。首先，（試航時的）大副默多克取代了我的職位，我則取代了布萊爾的二副職位，並且要立即銜接他的許多工作內容——最後想不到對他來說反而是件幸運的事——他被排除在首航外了。其他海官人事保持不變。然而，在南安普敦的幾天裡，我們每個人都在新職位上工作並忙碌於熟悉我們的職責」。
這是默多克的第五次首航、第四次擔任高級船副、第三次在船長史密斯的麾下工作、第二次在奧林匹克級郵輪任職。從1905年1月到1912年4月，他一直擔任最新旗艦船隻的高級船副，是白星航運唯一有此待遇的海員；若有所謂的「旗艦級高級海官」，那個人一定是默多克。1912年4月14日22時起，默多克是艦橋上的值班指揮官，23時39分接獲瞭望員通知後，他與舵手羅伯特·希琴斯和四副博士爾都在航行路徑上直接看見一座巨大的冰山。兩人都表示默多克發出轉向命令，試圖讓鐵達尼號閃避冰山。當時英國船隻的轉向指示通常仍遵循帆船時代的操作方式，蒸汽輪船時代的轉向命令則是相反方向。正如美國作家沃爾特·路德在著作《那一夜的生命》（The Night Lives On）中指出的那樣，直到1924年，船舶的方向指令系統仍然沒有完全改變為相同方向。2010年，萊托勒的孫女路易絲·帕頓公開指出，默多克希望將船右轉，但是舵手希琴斯因為恐慌而將舵輪的方向打反，最終使船左轉。
四副博士爾還指出，默多克同時用蒸汽機指令傳輸電報機下令機艙「所有發動機全速反轉！（Full Astern）」，儘管他的證詞與加油工范德瑞克·威廉·史考特（Frederick William Scott）和生火長范德瑞克·威廉·巴瑞特（Frederick William Barrett）相矛盾，後者表示指令電報機上的指標從「Full」變為「Stop」，而不是「Full Astern」。在碰撞時或碰撞後，默多克也可能已經發出命令（正如舵手阿爾弗雷德·約翰·奧利弗在碰撞中途走到艦橋時所聽到的）「左滿舵」，嘗試「擺動繞行」；這個指令要求舵手將舵輪向左轉到底，讓船尾部分遠離冰山，從而避免持續的擦撞損害。這個說法可以解釋默多克隨後向船長報告「我打算繞過它」。這種當機立斷的命令執行，事實上得到了其他生還船員的支持，他們都作證表示，鐵達尼號的船尾從未撞上冰山。然而，默多克為避開冰山所做的命令仍受到質議；根據隨後來到艦橋的另一位舵手阿爾弗雷德·約翰·奧利弗表示，默多克立即命令舵手「左滿舵」以閃避冰山。舵手希琴斯和四副博士爾並沒有在聽證會上提到這則命令。然而，由於船尾確實避開了冰山，很可能是默多克下達命令，完成了「擺動繞行」，否則左轉後方向不變的鐵達尼號將會右側外殼全毀、向右邊傾覆，這種情況下可能導致無人生還。

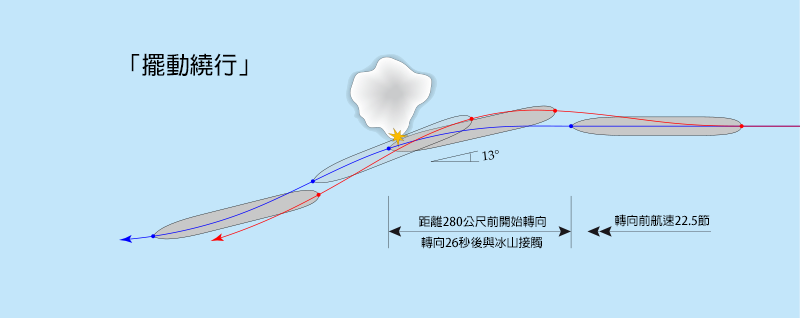
鐵達尼號在與冰山碰撞時的「擺動繞行」路線圖。藍色為船首的路徑；紅色為船尾的路徑。先左轉使船首閃躲冰山，然後再右轉使船尾閃躲冰山。可以在紅藍線的交會點看出船尾的閃躲動作，因此若不是「擺動繞行」，方向不變的鐵達尼號船頭右側會直接撞向冰山導致更大危險；但受限於鐵達尼號「擺動繞行」時無法避免船側水線下鋼板被冰山暗角多次挫屈形成多重裂縫，最終為接下來的悲慘事故埋下伏筆。

儘管默多克做了這些努力，但在看到冰山之後的37秒內，鐵達尼號仍與冰山發生了致命的碰撞。船首右舷與冰山擦撞，冰山挫曲了一系列船體外殼，沿著接合處的鉚釘施加應力，致使鉚釘鬆開、讓讓海水在前面5個水密隔艙找到了入口，逐漸淹沒船艙。碰撞後，默多克負責在右舷撤離乘客、指揮救生艇的人員承載秩序，在此期間他成功降下了10艘救生艇，佔生還總人數將近75%。根據生還者的證詞，默多克並不像指揮左舷的查爾斯·萊特勒那樣擴大解釋「女人和小孩優先」原則，他在婦孺登艇後，也會合理的讓男性乘客登艇逃生，因此在他的指揮下，獲救人數提高了。雖然位於右舷的1號救生艇只有12人乘坐（可容納40人），引起爭議，但經過英國沉船專員鐵達尼號沉沒調查後，證實當時指揮下水的是五副哈羅德·羅威。根據資歷規則，在周圍沒有更高級別的海官監督時，羅威只能指揮撤離。默多克最終在沉沒中喪生。

### 自殺傳言
默多克的死亡永遠是一個謎，他的遺體從未尋獲。部分生還者的證詞表示，他在最後失蹤前，正與其他人合力嘗試啟用A折疊艇，隨即遭到海水沖走，在沉沒中喪生。在事故後的幾週內，人們普遍傳言——默多克在最後時刻用左輪手槍自殺——包括三等艙乘客尤金·派屈克·戴利（Eugene Patrick Daly）和頭等艙乘客喬治·亞歷山大·盧西恩·蘭斯（George Alexander Lucien Rheims）在內的幾名乘客表示，在鐵達尼號沉沒前的最後時刻，默多克開槍射擊兩名試圖硬闖救生艇的乘客後也舉槍自殺了。默多克當時是右舷指揮官，另一些表示有海官舉槍自殺的生還乘客表示——槍聲來自右舷前方的吊艇架附近。二副萊托勒則反駁了這些謠言，表示他看到默多克正在努力解開A折疊艇的繩索，當時默多克遭到小艇甲板上的波浪掃入海中，並強調：「關於（默多克）最終命運的其他報告絕對都是假的」。然而，萊特勒在美國參議院鐵達尼號沉沒調查中的證詞表明，他無法證實默多克最後是否遭海水捲入。萊特勒有可能想隱瞞默多克自殺的說法，在他晚年時，萊特勒承認他「知道當晚有人自殺」，但從未說過自殺者是誰。

## 遺產

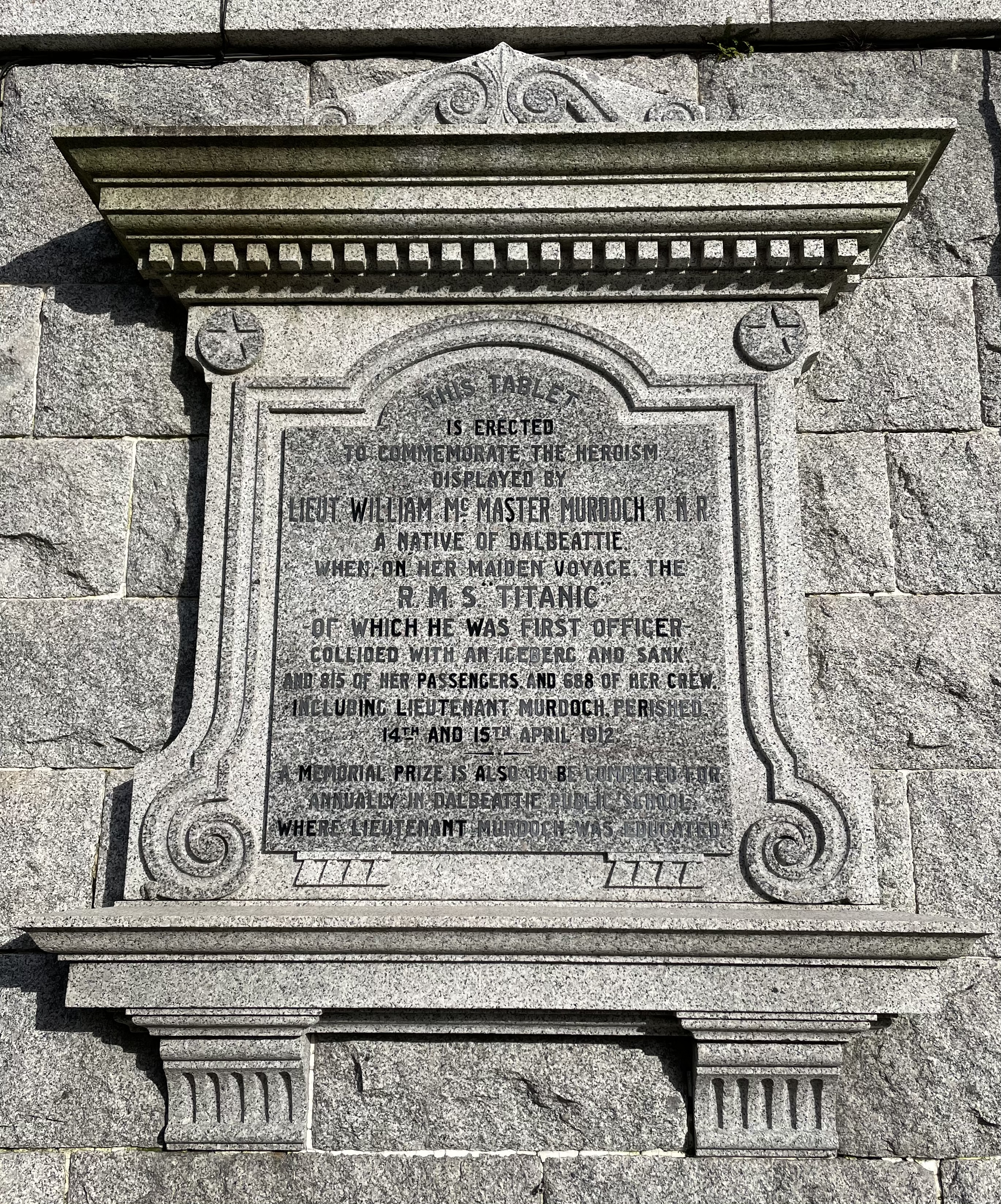
位於蘇格蘭達爾比蒂市政廳的默多克紀念碑。

鐵達尼號沉沒後不久，《紐約先驅報》報導了關於默多克擁有的一隻狗，報導內容指出這隻狗在事故中拯救了一些生還者。雖然這個故事受到廣泛傳播，但當代的分析曾懷疑這隻狗是否真實存在。
無論默多克的死亡原因是什麼，他臨死前盡了最大努力救人的事實已經無庸置疑，因為710名生還者中有三分之二的人是因他獲救。在默多克的家鄉達爾比蒂，市政廳以一座紀念碑表彰他的英雄事蹟，當地學校也以他的名義成立了慈善獎項。由於1997年的電影《鐵達尼號》中，出現一個描繪默多克舉槍自殺的橋段，因此在達爾比蒂居民抱怨之後，導演詹姆斯·卡麥隆向慈善獎項捐贈。
2012年4月，皇家郵輪鐵達尼號公司（又稱美國第一展覽公司）從鐵達尼號殘骸中找回的遺物中——有一個壓印著「W.M.」縮寫的皮製用品包、一顆備用的白星航運海官鈕扣、一支剃刀、一支鞋刷、一支煙斗和一對長襯褲。憑皮包縮寫、白星鈕扣和一張默多克生前的照片——他正好拿著那支煙斗，因此這批遺物的主人極有可能就是默多克。

## 文化描寫
- 西奧·肖爾（英语：Theo Shall）（1943年）——《鐵達尼號》（電影）
- 貝瑞·貝爾納（英语：Barry Bernard）（1953年）——《鐵達尼號》（電影）
- 理查·里希（英语：Richard Leech）（1958年）——《此夜永難忘》（電影）
- 保羅·揚（英语：Paul Young (actor)）（1979年）——《鐵達尼號遇難記（英语：S.O.S. Titanic）》（電視劇）
- 斯坦·博科（英语：Stan Bocko）（1958年）——《Pilots of the Purple Twilight》（史蒂夫·克魯格（英语：Steve Kluger）作品）
- 馬爾科姆·史都華（英语：Malcolm Stewart）（1996年）——《鐵達尼號》（電視劇）
- 大衛·哥斯塔比爾（英语：David Costabile）（1997年）——《鐵達尼號（英语：Titanic (musical)）》（百老匯音樂劇）
- 伊旺·史都華（英语：Ewan Stewart）（1997年）——《鐵達尼號》（電影）
- 考特尼·佩斯（英语：Courtenay Pace）（1998年）——《Titanic: Secrets Revealed》（電視紀錄片）
- 查理·亞內森（英语：Charlie Arneson）（2003年）——《深淵遊魂（英语：Ghosts of the Abyss）》（紀錄片）
- 樽屋雅徳（日语：樽屋雅徳）（2009年）——《默多克的最后一封信》（管樂合奏）
- 布萊恩·麥克卡爾迭（英语：Brian McCardie）（2012年）——《鐵達尼號：建造內幕（英语：Titanic: Blood and Steel）》（電視劇）
- 大衛·麥卡德爾（英语：David McArdle）（2016年）——《Pilots of the Purple Twilight》（史蒂夫·克魯格（英语：Steve Kluger）作品）

由於1912年媒體曾經報導默多克自殺，這已經在1996年的迷你電視劇《鐵達尼號》和1997年的電影《鐵達尼號》中描繪出來。當默多克的侄子史考特看到後者時，他反對這部電影的描寫方式，認為這將摧毀默多克的英雄聲譽。製片方的主管後來飛往默多克的家鄉，為此描述道歉。根據導演詹姆斯·卡麥隆的說法，他對默多克的描述不是一個「變壞的人」，也不是一個「懦弱的兇手」，而是一個「光榮的人」。導演認為，默多克對他們所處的困境和1500人即將面臨的死亡，承擔了集體責任。他被絕望的感覺所壓倒，並以犧牲自己生命來付出最終的代價。他補充說：「我不確定你今天是否還能找到同樣的責任感。一半的救生艇在他的指揮下，已經在沉沒之前成功下水了。這說明了一些關於角色的事情和英雄主義」。這也許就是為什麼默多克有幸成為電影結尾時蘿絲·狄威特·布克特「連續鏡頭」中的人物，這代表他的英雄聲譽——他站在總設計師湯瑪斯·安德魯斯旁邊微笑著，當蘿絲和傑克·道森親吻時，鏡頭環繞並顯示默多克與其他罹難者一起高興的拍手慶祝。